# Algeriet i olympiska sommarspelen 2012
Algeriet deltog i olympiska sommarspelen 2012 som ägde rum i London i Storbritannien mellan den 27 juli och den 12 augusti 2012.

## Medaljörer
| Medalj | Namn              | Sport     | Gren             |
| ------ | ----------------- | --------- | ---------------- |
| Guld   | Taoufik Makhloufi | Friidrott | Herrarnas 1500 m |

## Boxning
Algeriet har kvalificerat två boxare.
- Mohamed Amine Ouadahi (bantamvikt, herrar)
- Abdelhafid Benchabla (lätt tungvikt, herrar)

Herrar
| Boxare                | Gren          | Sextondelsfinal           | Åttondelsfinal            | Kvartsfinal           | Semifinal            | Final                | Final            |
| Boxare                | Gren          | Motståndare Resultat      | Motståndare Resultat      | Motståndare Resultat  | Motståndare Resultat | Motståndare Resultat | Placering        |
| --------------------- | ------------- | ------------------------- | ------------------------- | --------------------- | -------------------- | -------------------- | ---------------- |
| Mohamed Flissi        | Lätt flugvikt | Pongprayoon (THA) L 11–19 | Gick inte vidare          | Gick inte vidare      | Gick inte vidare     | Gick inte vidare     | Gick inte vidare |
| Samir Brahimi         | Flugvikt      | Woods (AUS) W 14–12       | Aloyan (RUS) L 9–14       | Gick inte vidare      | Gick inte vidare     | Gick inte vidare     | Gick inte vidare |
| Mohamed Amine Ouadahi | Bantamvikt    | Turkadze (GEO) W WO       | Encarnación (DOM) W 16–10 | Shimizu (JPN) L 15–17 | Gick inte vidare     | Gick inte vidare     | Gick inte vidare |
| Abdelkader Chadi      | Lättvikt      | Keleş (TUR) L 8–15        | Gick inte vidare          | Gick inte vidare      | Gick inte vidare     | Gick inte vidare     | Gick inte vidare |
| Ilyas Abbadi          | Weltervikt    | Evans (GBR) L 10–18       | Gick inte vidare          | Gick inte vidare      | Gick inte vidare     | Gick inte vidare     | Gick inte vidare |
| Abdelmalek Rahou      | Mellanvikt    | Ross (AUS) W 13–11        | Murata (JPN) L 12–21      | Gick inte vidare      | Gick inte vidare     | Gick inte vidare     | Gick inte vidare |
| Abdelhafid Benchabla  | Lätt tungvikt | BYE                       | Kölling (GER) W 12–9      | Gvozdyk (UKR) L 17–19 | Gick inte vidare     | Gick inte vidare     | Gick inte vidare |
| Chouaib Bouloudinats  | Tungvikt      | i.u.                      | Peralta (ARG) L 5–13      | Gick inte vidare      | Gick inte vidare     | Gick inte vidare     | Gick inte vidare |

## Brottning
Herrar, fristil
| Brottare       | Gren   | Kvalomgång           | Åttondelsfinal       | Kvartsfinal          | Semifinal            | Återkval 1           | Återkval 2           | Final / Brons        | Final / Brons |
| Brottare       | Gren   | Motståndare Resultat | Motståndare Resultat | Motståndare Resultat | Motståndare Resultat | Motståndare Resultat | Motståndare Resultat | Motståndare Resultat | Placering     |
| -------------- | ------ | -------------------- | -------------------- | -------------------- | -------------------- | -------------------- | -------------------- | -------------------- | ------------- |
| Mohamed Louafi | -84 kg | BYE                  | Gattsiev (BLR) L 1–3 | Gick inte vidare     | Gick inte vidare     | Gick inte vidare     | Gick inte vidare     | Gick inte vidare     | 16            |

Herrar, grekisk-romersk stil
| Brottare       | Gren   | Kvalomgång             | Åttondelsfinal            | Kvartsfinal          | Semifinal            | Återkval 1           | Återkval 2           | Final / brons        | Final / brons |
| Brottare       | Gren   | Motståndare Resultat   | Motståndare Resultat      | Motståndare Resultat | Motståndare Resultat | Motståndare Resultat | Motståndare Resultat | Motståndare Resultat | Placering     |
| -------------- | ------ | ---------------------- | ------------------------- | -------------------- | -------------------- | -------------------- | -------------------- | -------------------- | ------------- |
| Tarek Benaissa | -60 kg | BYE                    | Kuramagomedov (RUS) L 0–3 | Gick inte vidare     | Gick inte vidare     | Gick inte vidare     | Gick inte vidare     | Gick inte vidare     | 15            |
| Mohamed Serir  | -66 kg | Venckaitis (LTU) L 1–3 | Gick inte vidare          | Gick inte vidare     | Gick inte vidare     | Gick inte vidare     | Gick inte vidare     | Gick inte vidare     | 13            |

## Cykelsport

### Landsväg
- Herrarnas linjelopp - 1 kvotplats

| Cyklist        | Gren                | Tid             | Placering       |
| -------------- | ------------------- | --------------- | --------------- |
| Azzedine Lagab | Herrarnas linjelopp | Fullföljde inte | Fullföljde inte |

## Friidrott
Algeriska friidrottare uppnådde de kvalgränser som det internationella friidrottsförbundet har satte upp. Varje land fick ställa upp med tre deltagare, som alla måste uppnå A-standard, i varje gren. Om man bara hade idrottare som uppnått B-standarden så var gränsen en deltagare per gren.
Tre (eller fler) idrottare uppnådde A-standarden
- Herrarnas 1500 meter

Två idrottare uppnådde A-standarden
- Herrarnas 5000 meter

En idrottare uppnådde A-standarden
- Herrarnas 110 meter häck
- Herrarnas tiokamp
- Damernas 800 meter
- Damernas tresteg

En (eller fler) idrottare uppnådde B-standarden
- Herrarnas 800 meter
- Herrarnas maraton

Förkortningar
- Notera – Placeringar gäller endast den tävlandes eget heat
- Q = Kvalificerade sig till nästa omgång via placering
- q = Kvalificerade sig på tid eller, i fältgrenarna, på placering utan att ha nått kvalgränsen
- NR = Nationellt rekord
- N/A = Omgången inte möjlig i grenen
- Bye = Idrottaren behövde inte delta i omgången

Herrar
Bana och väg
| Idrottare         | Gren           | Heat     | Heat      | Semifinal        | Semifinal        | Final            | Final            |
| Idrottare         | Gren           | Resultat | Placering | Resultat         | Placering        | Resultat         | Placering        |
| ----------------- | -------------- | -------- | --------- | ---------------- | ---------------- | ---------------- | ---------------- |
| Rabah Aboud       | 5 000 m        | 13:28,38 | 14        | i.u.             | i.u.             | Gick inte vidare | Gick inte vidare |
| Mohamed Belabbas  | 3 000 m hinder | 8:22,32  | 6         | i.u.             | i.u.             | Gick inte vidare | Gick inte vidare |
| Tayeb Filali      | 3 000 m hinder | i.u.     | i.u.      | i.u.             | i.u.             | DNF              | DNF              |
| Taoufik Makhloufi | 800 m          | DNF      | DNF       | Gick inte vidare | Gick inte vidare | Gick inte vidare | Gick inte vidare |
| Taoufik Makhloufi | 1 500 m        | 3:35,15  | 1 Q       | 3:42,25          | 1 Q              | 3:34,08          | 1                |

Fältgrenar
| Idrottare  | Gren    | Kval  | Kval      | Final            | Final            |
| Idrottare  | Gren    | Längd | Placering | Längd            | Placering        |
| ---------- | ------- | ----- | --------- | ---------------- | ---------------- |
| Issam Nima | Tresteg | 16,50 | 15        | Gick inte vidare | Gick inte vidare |

Damer
Bana och väg
| Idrottare       | Gren    | Final    | Final     |
| Idrottare       | Gren    | Resultat | Placering |
| --------------- | ------- | -------- | --------- |
| Souad Ait Salem | Maraton | 2:31:15  | 37        |

## Fäktning
Damer
| Idrottare        | Gren                  | Omgång 1             | Omgång 2              | Omgång 3          | Kvartsfinal       | Semifinal         | Final / BM        | Final / BM       |
| Idrottare        | Gren                  | Motståndare Poäng    | Motståndare Poäng     | Motståndare Poäng | Motståndare Poäng | Motståndare Poäng | Motståndare Poäng | Placering        |
| ---------------- | --------------------- | -------------------- | --------------------- | ----------------- | ----------------- | ----------------- | ----------------- | ---------------- |
| Anissa Khelfaoui | Florett, individuellt | Lelejko (UKR) L 4–15 | Gick inte vidare      | Gick inte vidare  | Gick inte vidare  | Gick inte vidare  | Gick inte vidare  | Gick inte vidare |
| Lea Moutoussamy  | Sabel, individuellt   | i.u.                 | Velikaja (RUS) L 6–15 | Gick inte vidare  | Gick inte vidare  | Gick inte vidare  | Gick inte vidare  | Gick inte vidare |

## Judo
Damer
| Idrottare     | Gren                   | Sextondelsfinal          | Åttondelsfinal       | Kvartsfinal          | Semifinal            | Återkval             | Bronsmatch           | Final                | Final            |
| Idrottare     | Gren                   | Motståndare Resultat     | Motståndare Resultat | Motståndare Resultat | Motståndare Resultat | Motståndare Resultat | Motståndare Resultat | Motståndare Resultat | Placering        |
| ------------- | ---------------------- | ------------------------ | -------------------- | -------------------- | -------------------- | -------------------- | -------------------- | -------------------- | ---------------- |
| Soraya Haddad | Halv lättvikt (-52 kg) | Chițu (ROU) L 0000–0100  | Gick inte vidare     | Gick inte vidare     | Gick inte vidare     | Gick inte vidare     | Gick inte vidare     | Gick inte vidare     | Gick inte vidare |
| Sonia Asselah | Tungvikt (+78 kg)      | Bryant (GBR) L 0001–0100 | Gick inte vidare     | Gick inte vidare     | Gick inte vidare     | Gick inte vidare     | Gick inte vidare     | Gick inte vidare     | Gick inte vidare |

## Rodd
Damer
| Idrottare   | Gren          | Heat    | Heat      | Återkval | Återkval  | Kvartsfinal | Kvartsfinal | Semifinal | Semifinal | Final   | Final     | Final |
| Idrottare   | Gren          | Tid     | Placering | Tid      | Placering | Tid         | Placering   | Tid       | Placering | Tid     | Placering |       |
| ----------- | ------------- | ------- | --------- | -------- | --------- | ----------- | ----------- | --------- | --------- | ------- | --------- | ----- |
| Amina Rouba | Singelsculler | 8:15,94 | 5 R       | 8:12,83  | 4 FE      | BYE         | BYE         | BYE       | BYE       | 8:42,23 | 26        |       |

## Taekwondo
Algeriet kvalificerade en deltagare.
Herrar
- 58 kg - 1 kvotplats

| Idrottare        | Gren             | Åttondelsfinaler     | Kvartsfinaler        | Semifinaer           | Återkval             | Bronsmatch           | Final                | Final            |
| Idrottare        | Gren             | Motståndare Resultat | Motståndare Resultat | Motståndare Resultat | Motståndare Resultat | Motståndare Resultat | Motståndare Resultat | Placering        |
| ---------------- | ---------------- | -------------------- | -------------------- | -------------------- | -------------------- | -------------------- | -------------------- | ---------------- |
| Mokdad El-Yamine | Herrarnas −58 kg | Muñoz (COL) L 1–8    | Gick inte vidare     | Gick inte vidare     | Gick inte vidare     | Gick inte vidare     | Gick inte vidare     | Gick inte vidare |